# Carlo Pallavicino
 (juillet 2024).
Si vous disposez d'ouvrages ou d'articles de référence ou si vous connaissez des sites web de qualité traitant du thème abordé ici, merci de compléter l'article en donnant les références utiles à sa vérifiabilité et en les liant à la section « Notes et références ».
Carlo Pallavicino (écrit également Pallavicini, Palavicino, né vers 1640 à Salò (province de Brescia) ; décédé à Dresde le 22 janvier 1688) est un compositeur italien.

## Biographie
On ne sait rien de sa jeunesse et de sa formation musicale. Son premier poste connu est celui d'organiste de la Basilique de Saint-Antoine de Padoue, qu'il a occupé en 1665. L'année suivante, le Teatro San Moisè de Venise a monté son premier opéra, Demetrio, Aureliano e Il tiranno humiliato (représenté après son départ de Venise). Il est allé ensuite à Dresde, au service de l'électeur Jean-Georges II de Saxe en tant que vice-maître de chapelle ; en 1672, avec la mort du titulaire, le maître Heinrich Schütz, il a été élevé au rang de maître de chapelle. 
En juin 1673, il a retrouvé un poste d'organiste à Saint-Antoine de Padoue ; il l'a occupé seulement pendant une courte période, car l'année suivante, il s'est rendu à Venise, où de 1674 à 1685, il a été maître de chapelle de l'Ospedale degli Incurabili (it) où des enfants orphelins recevaient une éducation musicale. En même temps, il reprend son activité de compositeur d'opéras pour les théâtres vénitiens : à partir de 1678, il a commencé sa collaboration avec le nouveau Teatro San Giovanni Grisostomo, géré par la famille Grimani et qui a été inauguré par lui-même avec le drame musical Vespasiano. Il a travaillé sept saisons pour cette scène, mais a continué à écrire des œuvres pour le San Giovanni e Paolo. 
L'année suivante, son opéra Le amazoni nell'isole fortunate suivante a été créé à l'occasion d'une autre inauguration : celle du théâtre privé du Procurateur de Saint-Marc Contarini qui a été ouvert à Piazzola sul Brenta et où le compositeur Domenico Freschi a par la suite été engagé. Alors qu'il était encore à Venise en 1685, Carlo Pallavicino a reçu la visite de Jean-Georges III de Saxe, fils de son premier employeur, qui lui a offert le poste de camerae ac teatralis musicae praefectus toujours à la cour de Saxe. Pallavicini a accepté et est donc parti pour Dresde où il a vécu jusqu'à la fin de sa vie, sauf pendant une brève période durant laquelle il est revenu au début de 1687 à Venise. Il est décédé à Dresde et sa tombe se trouve au couvent de St. Marienstern (de)
Carlo Pallavicini est le père du librettiste Stefano Benedetto Pallavicini (en) et probablement aussi du compositeur Vincenzo Pallavicini.

## Compositions
Carlo Pallavicini a écrit de la musique sacrée dont des oratorios.

### Opéras (liste partielle)
- Demetrio (dramma per musica, livret de Giacomo dall'Angelo, 1666, Venise)
- Aureliano (dramma per musica con prologo, livret de Giacomo dall'Angelo, 1666, Venise)
- Il tiranno humiliato d'amore, ovvero Il Meraspe (dramma per musica con prologo, livret de Giovanni Faustini, rev. di Nicolò Beregan, 1667, Venise)
- Diocleziano (dramma per musica, livret de Matteo Noris, 1674, Venise)
- Enea in Italia (dramma per musica, livret de Giacomo Francesco Bussani, 1675, Venise)
- Galieno (dramma per musica, livret de Matteo Noris, 1675, Venise)
- Vespasiano (dramma per musica, livret de Giulio Cesare Corradi, 1678, Venise; opéra pour l'inauguration du Teatro San Giovanni Grisostomo)
- Nerone (dramma per musica, livret de Giulio Cesare Corradi, 1679, Venise)
- Le amazoni nell'isole fortunate (dramma per musica con prologo, livret de Francesco Maria Piccioli, 1679, Piazzola sul Brenta; opéra pour l'inauguration du théâtre privé du procurateur Contarini)
- Messalina (dramma per musica, livret de Francesco Maria Piccioli, 1679, Venise)
- Bassiano, ovvero Il maggior impossibile (dramma per musica, livret de Matteo Noris, 1682, Venise)
- Carlo re d'Italia (dramma per musica, livret de Matteo Noris, 1683, Venise)
- Il re infante (dramma per musica, livret de Matteo Noris, 1683, Venise)
- Licinio imperatore (dramma per musica, livret de Matteo Noris, 1683, Venise)
- Ricimero re de' vandali (dramma per musica, livret de Matteo Noris, 1684, Venise)
- Massimo Puppieno (dramma per musica, livret de Aurelio Aureli, 1685, Venise)
- Penelope la casta (dramma per musica, livret de Matteo Noris, 1685, Venise)
- Amore inamorato (dramma per musica, livret de Matteo Noris, 1686, Venise)
- Didone delirante (dramma per musica, livret de Antonio Franceschi, 1686, Venise)
- L'amazone corsara, ovvero L'Avilda regina de' Goti (dramma per musica, livret de Giulio Cesare Corradi, 1686, Venise)
- La Gerusalemme liberata (Venise, 1687)
- Antiope (Dresde, 1689)